# Othonna armiana
Othonna armiana là một loài thực vật có hoa trong họ Cúc. Loài này được van Jaarsv. mô tả khoa học đầu tiên năm 1986.